# Autostrada M26
Autostrada M26 (ang. M26 Motorway) – brytyjska autostrada znajdująca się w całości na terenie hrabstwa niemetropolitalnego Kent w Anglii. Służy jako łącznik między autostradą M20 (fragment trasy europejskiej E15) z M25, istniejącą jako obwodnica Londynu.
M26 została otwarta w 1980 roku.
W 2008 roku dzienne natężenie ruchu wyniosło 48 000 pojazdów.